# Metil-izocianát

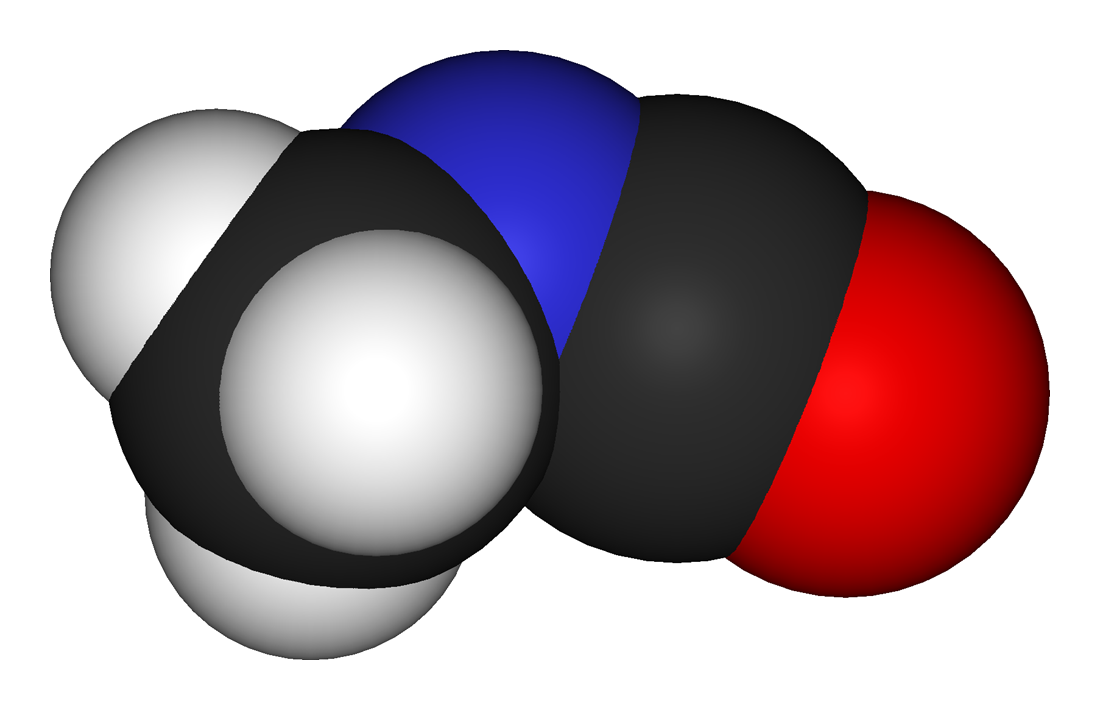
Az MIC molekula 3D modellje

A metil-izocianát (MIC) egy szerves vegyület, képlete C2H3NO, elrendezése  H3C-N=C=O. Szinonimái: izocianátometán, metil-karbil-amin és MIC. 1888-ban fedezték fel az izociánsav észtereként. Erősen mérgező és irritáló hatású, színtelen, szúrós szagú folyadék.

## Előállítása
Rendszerint metil-aminból és foszgénből állítják elő, melyek széles hőmérséklet-tartományban reagálnak egymással, de nagy mennyiségben történő gyártáshoz magasabb hőmérsékleten, gázfázisban érdemes a reakciót lefolytatni. Metil-izocianát és hidrogén-klorid 1:2 mólarányú elegye keletkezik, de ennek kondenzálódása során N-metilkarbamoil-klorid (MCC) keletkezik, és gázként egy mól hidrogén-klorid távozik.
A metil-izocianátot az MCC tercier aminnal (például dimetilanilin, piridin) történő kezelésével vagy desztillációval történő elválasztással nyerik ki.

## Veszélyek
A metil-izocianát rendkívül mérgező belélegezve, az emésztőrendszerbe vagy bőrre jutva, még egészen kis, akár 0,4 ppm mennyiségben is.
1984. december 3-án Bhopalban (India) a Union Carbide rovarirtószereket gyártó leányvállalatának gyárából 40 tonna metil-izocianát gáz szivárgott a levegőbe, közel 3000 ember azonnali, és 15–20 ezer ember későbbi halálát okozva. Nem találtak egyértelmű magyarázatot a baleset okaira.